# Astragalus vaccarum
Astragalus vaccarum är en ärtväxtart som beskrevs av Asa Gray. Astragalus vaccarum ingår i släktet vedlar, och familjen ärtväxter. Inga underarter finns listade i Catalogue of Life.